# Thái Ma Lí

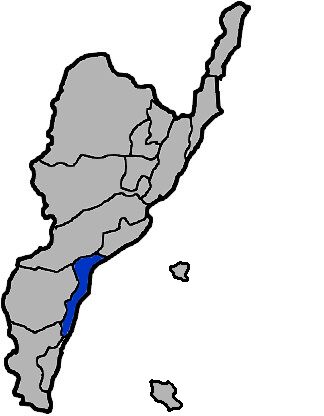
Vị trí tại Đài Đông

Thái Ma Lý (tiếng Trung: 太麻里鄉; bính âm: Tàimálǐ Xiāng) là một hương (xã) của huyện Đài Đông, tỉnh Đài Loan, Trung Hoa Dân Quốc (Đài Loan). Hương có các đồng bằng nhỏ hẹp nằm ở ven biển, phía tây hương là dãy núi Trung ương với nhiều đỉnh núi cao trên 2000 mét. Một phần ba cư dân trong hương là thổ dân Đài Loan. Diện tích của Thái Ma Lý là 96,6523 km², dân số vào tháng 8 năm 2011 là 11.882 người thuộc 4.541 hộ gia đình, mật độ cư trú đạt 122,9 người/km²